# Maximilian Arfsten
Maximilian Arfsten (Fresno, 19 de abril de 2001) es un futbolista estadounidense que juega en la demarcación de defensa para el Columbus Crew de la Major League Soccer.

## Selección nacional
Hizo su debut con la selección absoluta de Estados Unidos el 18 de enero de 2025 contra Venezuela en un partido amistoso que finalizó con un resultado de 3-1 a favor del combinado estadounidense tras un gol de Jorge Yriarte para Venezuela, y de Jack McGlynn, Patrick Agyemang y Matko Miljevic para Estados Unidos.

## Clubes
| Club            | País           | Año   | Partidos | Goles |
| --------------- | -------------- | ----- | -------- | ----- |
| The Town FC     | Estados Unidos | 2022  | 24       | 9     |
| Columbus Crew 2 | Estados Unidos | 2023  | 1        | 0     |
| Columbus Crew   | Estados Unidos | 2023- | 77       | 11    |

## Palmarés

### Títulos nacionales
| Título  | Club          | País           | Año  |
| ------- | ------------- | -------------- | ---- |
| MLS Cup | Columbus Crew | Estados Unidos | 2023 |

### Títulos internacionales
| Título      | Club          | País           | Año  |
| ----------- | ------------- | -------------- | ---- |
| Leagues Cup | Columbus Crew | Estados Unidos | 2024 |